# Chaufour-Notre-Dame
Chaufour-Notre-Dame é uma comuna francesa na região administrativa do País do Loire, no departamento de Sarthe. Estende-se por uma área de 11.19 km². Em 2010 a comuna tinha 1 092 habitantes (densidade: 97,6 hab./km²).